# Obvod RLC

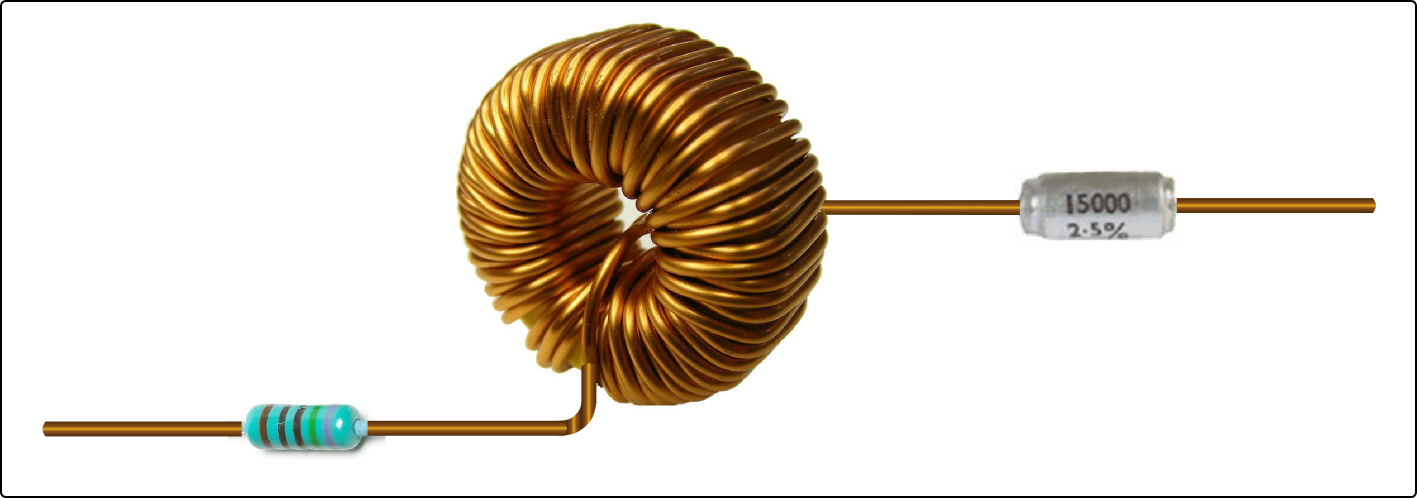
Obrázek znázorňující obvod RLC a jeho základní části.

Obvod RLC je analogový oscilační elektrický obvod složený z rezistoru R, cívky L a kondenzátoru C spojených paralelně, nebo sériově. Energie v obvodu se přeměňuje na napětí kapacity a proud indukce podle časové konstanty obvodu. Cívka je charakteristická svou indukčností a kondenzátor svou kapacitou. Při průchodu střídavého proudu v obvodu s cívkou se v ní opakovaně vytváří a zaniká magnetické pole. Kondenzátor se ve střídavém obvodu periodicky nabíjí a vybíjí. Jak prochází součástkami proud, dochází k fázovým posunům. Tyto posuny jsou způsobeny odpory vznikajícími v součástkách obvodu. U cívky jej nazýváme induktance a u kondenzátoru kapacitance. Obě tyto veličiny lze zapsat i v oboru komplexních čísel za pomoci komplexní jednotky, která se ve fyzice značí malým písmenem j, aby se nezaměnila s okamžitou hodnotou proudu i. Rezistor R většinou nebývá tvořen samostatnou součástkou, ale jedná se o symbolické vyjádření nedokonalosti použitých součástek (zejména cívky).
Chování obvodu a jeho přechodový jev lze popsat diferenciální rovnicí druhého řádu, jako dvě komplexní exponenciály. Odporem je dáno tlumení. Při přetlumení se obvod nerozkmitá, obě diferenciální řešení mají reálné kořeny, obě exponenciály reálné exponenty, takže výsledná funkce neobsahuje žádnou harmonickou sinu.
Pro rozkmitání je nutno přivést energii a obvod kmitá neomezeně dlouhou dobu jen při absenci rezistoru (tedy s ideálními součástkami) a bez zátěže. V praktické realizaci se obvod doplňuje zesilovačem v obvodu kladné zpětné vazby (vzniká oscilátor). nebo se zařazuje mezi zesilovací stupně (vzniká frekvenční filtr).

## Sériové spojení ideálního rezistoru, ideální cívky a ideálního kondenzátoru
Při sériovém zapojení RLC prochází všemi prvky stejný proud {\displaystyle I}. Napětí na rezistoru {\displaystyle R} je ve fázi s proudem, přičemž pro jeho velikost platí vztah {\displaystyle U_{R}=RI}. Celkové napětí je podle II. Kirchhoffova zákona rovno {\displaystyle U=U_{R}+U_{L}+U_{C}} .
V obvodu sériového zapojení RLC mohou nastat tři případy:
- {\displaystyle X_{L}=X_{C}}

Na indukční reaktanci bude stejné napětí jako na kapacitní reaktanci a obvod RLC bude v napěťové (sériové) rezonanci. K tomuto stavu dochází při určité rezonanční frekvenci {\displaystyle f_{0}}, pro jejíž výpočet platí:
{\displaystyle f_{0}={\frac {1}{2\pi {\sqrt {LC}}}}}
Tento vzorec je nazýván jako Thomsonův vzorec.

Fázový posun φ je v tomto případě roven 0.
- {\displaystyle X_{L}<X_{C}}

Na indukční reaktanci bude menší napětí než na kapacitní reaktanci a sériový obvod RLC bude mít kapacitní charakter. Rozdíl indukční a kapacitní reaktance bude záporný, díky čemuž bude proud v obvodu předbíhat napětí o úhel φ. 
- {\displaystyle X_{L}>X_{C}}

Na indukční reaktanci bude větší napětí než na kapacitní reaktanci a sériový obvod RLC bude mít indukční charakter. Rozdíl indukční a kapacitní reaktance bude kladný, díky čemuž bude napětí v obvodu předbíhat proud o úhel φ.
Celková impedance obvodu {\displaystyle Z} je dána vztahem:
{\displaystyle Z={\sqrt {R^{2}+(X_{L}-X_{C})^{2}}}}
Fázový posun φ mezi celkovým napětím {\displaystyle U} a proudem {\displaystyle I} můžeme určit ze vztahů:
{\displaystyle \cos \varphi ={\frac {R}{Z}}={\frac {R}{\sqrt {R^{2}+(X_{L}-X_{C})^{2}}}}={\frac {R}{\sqrt {R^{2}(\omega _{L}-{\frac {1}{\omega _{C}}})^{2}}}}}
{\displaystyle \sin \varphi ={\frac {X}{Z}}={\frac {\omega _{L}-{\frac {1}{\omega _{C}}}}{\sqrt {R^{2}+(\omega _{L}-{\frac {1}{\omega _{C}}})^{2}}}}}
{\displaystyle \tan \varphi ={\frac {X}{R}}={\frac {\omega _{L}-{\frac {1}{\omega _{C}}}}{R}}}